# 이광배
이광배(중국어: 理光杯)는 중국기원이 주최, 주관하고 이광투자유한공사가 후원하는 중국의 바둑 기전이다. 우승 상금은 25만 위안, 준우승 상금은 10만 위안이다.

## 대회 규정
제1단계에서 제한 시간 60분 이내에 30수를 두어야 하고, 제2단계에서는 15분 이내에 20수, 그 후 모두 15분 이내에 20수를 두어야 하는 독특한 방법을 사용하고 있다. (예를 들어 제1단계에서 20분만에 30수를 두었을 경우 잔여 40분은 2단계에 추가되어 55분이내에 반드시 20수 이상을 두어야 하며, 이후 잔여 시간이 있을 경우 다시 제3단계 제한 시간에 추가된다)

## 역대 우승자
| 회수 | 연도 | 우승       | 전적 | 준우승     |
| ---- | ---- | ---------- | ---- | ---------- |
| 1    | 2001 | 창하오     | 1-0  | 저우허양   |
| 2    | 2002 | 구리       | 1-0  | 쿵제       |
| 3    | 2003 | 쿵제       | 1-0  | 류싱       |
| 4    | 2004 | 창하오     | 1-0  | 류싱       |
| 5    | 2005 | 셰허       | 1-0  | 왕시       |
| 6    | 2006 | 왕시       | 1-0  | 창하오     |
| 7    | 2007 | 후야오위   | 1-0  | 창하오     |
| 8    | 2008 | 추쥔       | 1-0  | 구리       |
| 9    | 2009 | 왕야오     | 1-0  | 저우허양   |
| 10   | 2010 | 쿵제       | 1-0  | 셰허       |
| 11   | 2011 | 탄샤오     | 1-0  | 리저       |
| 12   | 2012 | 양딩신     | 1-0  | 퍄오원야오 |
| 13   | 2013 | 저우루이양 | 1-0  | 탕웨이싱   |
| 14   | 2014 | 롄샤오     | 1-0  | 우광야     |
| 15   | 2015 | 커제       | 1-0  | 스웨       |